# Dolores Cortés (soprano)
Dolores Cortés (Madrid (1850-1912) fou una soprano madrilenya.
Debutà en el Teatro de la Zarzuela de Madrid i després cantà en els teatres més importants d'Espanya, entre ells el Gran Teatre del Liceu de Barcelona, sent nomenada el 1883 professora honoraria del Conservatori de Madrid.